# 속어
속어(俗語, slang)는 화자가 속되게 표현하고자 하는 태도로 사용하는 언어이다. 일반 대중에게 널리 통용되면서도 정통어법에서는 사용하지 않는다.

## 어원
속어를 뜻하는 영어 단어 slang은 1756년에 ‘낮은’ 또는 ‘평판이 나쁜’ 사람들이 사용하는 어휘를 뜻하였다. 19세기 초반에 이르러 slang은 중산 계급의 표준 어법에 미치지 못하는 언어를 가리키게 되었다. 어원은 불명확하나 ‘느슨하게 걸다, 달랑거리게 들다’ 등을 뜻하는 노르웨이어 ‘slenge(slengje)’가 거론된다. 영어에서는 bad words(나쁜 단어), profane words(비격식적인 단어)라고도 하나, 일반적으로 swear words(저주하는 단어) 또는 curse words(비난하는 단어)라고 한다. '알파벳 첫 글자-word'라고도 한다.
한국어 단어 ‘속어’는 토속적인 말투를 뜻하는 개념으로 사용되다가, 점차 고상한 사람들이 사용하는 상층 언어 체계인 아어(雅語)나 권위를 요구하는 글에서 사용되는 문어에 상대하는 개념으로 사용되게 되었다.

## 개념
속어는 통속적으로 사용하는 저속한 말로 정의된다. 동일한 집단에 속한 사람이라도 자신의 언어 습관에 따라 속어를 사용하지 않을 수 있다. 결국 속어는 개인적인 욕구에 따라 화용적인 효과를 내고자 선택하여 사용하는 말이다. 따라서 속어는 속어에 상대하는 속되지 않은 표현(보통어, 일반어)이 있음을 전제하며, 만약 어떤 표현이 통속적일지라도 대응하는 보통어가 없다면 그것은 속어가 아니다.

### 예시
다음은 속어의 예이다.
- 가일어
- 리트
- 셸타어
- 외계어
- 인터넷 밈
- 통신체
- 페니야어
- 피그 라틴

### 혼동되는 개념
속어는 점잖지 못하고 상스럽다는 점에서 비어(卑語)와 같지만, 대상을 낮추어 부르는 말은 아니라는 점에서 비어와 완전히 같지는 않다. 둘은 자주 혼동되기에, 비어와 속어를 아울러 비속어(卑俗語)라고도 부른다. 다만 속어는 비어보다는 덜 야비하며, 천하지 않다. 혹은 아랫사람이 들어서 불쾌감과 모멸감이 들 정도이면 비어라고 보는 것이 옳을 것이다.
욕설(辱說)은 남을 비난하거나 모욕하기 위하여 쓰이며, 비어나 속어와 달리 대응하는 모욕적이지 않은 표현이 없다. 단어나 구 형식으로만 구성된 비어나 속어와 달리 욕설은 절 형식으로도 구성된다. 그러나 어떤 표현이 비어나 속어, 심지어 아예 보통어일지라도 비난이나 모욕의 의도로 사용된다면 욕설에 해당한다.
어떤 은어(隱語)가 은어를 사용하는 집단을 넘어 일반인에게도 광범위하게 쓰인다면, 비밀 유지의 목적을 잃게 되므로 속어와 구별하기 어려워진다. 그뿐 아니라, 청소년층이나 군대는 다른 특수한 집단보다 구성원 사이의 경계가 뚜렷하지 않아, 이들 사이에서 널리 쓰이는 말은 은어보다 속어로 분류되는 경우가 많다. 그러나 학생 사이에서 쓰이는 속어는 다른 세대에까지 퍼져 쓰이는 경우가 많지 않아, 그러한 속어는 비밀 유지의 목적으로 만들어지지 않았음에도 은어의 성격을 띤다.
속어는 인지도를 획득하면 빠른 시간 내에 퍼진다는 점에서 유행어(流行語)와 비슷하지만, 유행어는 비어나 속어와 달리 대응하는 기존의 표현이 없다. 또 속어는 자주 사용되다가 금세 사라지는 경우가 많다는 점에서도 유행어와 비슷하며, 이 때문에 공식적인 사전에 잘 등재되지 못한다.

## 기능과 효과
속어는 기존의 익숙한 말을 재치 있게 표현할 때, 단정하거나 권위 있는 표현을 삼가고 싶을 때, 일상어가 아닌 신선한 표현으로 대화 상대를 놀라게 할 때, 문학작품 등에서 사실성과 구체성을 높일 때, 대화 상대와의 친밀감을 표시할 때 등에 사용된다. 그래서 속어는 저속한 표현도 있지만, 단지 친근한 관계에서 유희적으로 사용하는 장난스러운 말도 포함한다. 속어는 진지하거나 엄중한 공식석상에서는 사용을 자제하는 것이 좋으나, 문학작품에서나 비공식적인 자리에 화자의 의도를 분명히 하거나 배경을 뒷받침하기 위해 종종 사용된다.

## 같이 보기
- 비어
- 욕설
- 은어
- 통신체
- 인터넷 속어
- 성적 속어

## 참고 문헌
- 김광해 (1993). 《국어 어휘론 개설》. 서울: 집문당. ISBN 893030124X.
- 이선영 (2015). “비속어와 욕설의 개념에 대하여”. 《어문론집》 (중앙어문학회) 64: 59-80. doi:10.15565/jll.2015.12.64.59. ISSN 1229-6406. 2020년 11월 22일에 확인함. (구독 필요).
- 조항범 (2019). 《우리말 ‘卑語’, ‘俗語’, ‘辱說’의 어원 연구》. 충북: 충북대학교 출판부. ISBN 9788972954880.
- 최경봉;  외. (2020). 《한국어 어휘론》. 서울: 한국문화사. ISBN 9788968178320.